# Цісарук Юрій Миколайович
Ю́рій Микола́йович Цісару́к — полковник ОК «Захід» Збройних сил України, учасник російсько-української війни.

## Життєпис
Народився 3 грудня 1974 року. Сам родом з міста Ізяслава, останні 7 років проживав з сім'єю в м. Рівному.
Службу в Збройних силах України розпочав із 1 серпня 1992 року. За цей час він перебував на різних посадах.
Був начальником розвідки управління ракетних військ і артилерії управління оперативного командування «Захід».
У зоні АТО офіцер перебував з перших днів її проведення.
12 липня 2015 року під час виконання бойового завдання в зоні проведення АТО Юрій разом зі ще одним військовослужбовцем, коли прикривали своїх побратимів, підірвалися на розтяжці поблизу селища Новотошківське, що на Луганщині.
Поранених доправили в лікарню. Лікарі робили усе можливе, але цього виявилося замало. У чоловіка були травми, не сумісні з життям. Помер у лікарні.
Залишилася дружина Наталія та 15-річний син Віталій.

## Нагороди
- Указом Президента України № 568/2015 від 5 жовтня 2015 року, «за особисту мужність і високий професіоналізм, виявлені у захисті державного суверенітету та територіальної цілісності України, вірність військовій присязі», нагороджений орденом Богдана Хмельницького III ступеня (посмертно)[1].

- Рішенням Рівненської міської ради № 5756 від 17 вересня 2015 року присвоєно звання «Почесний громадянин міста Рівне» (посмертно)[2][3].

- Рішенням Ізяславської районної ради від 23 лютого 2018 року № 21 присвоєно звання «Почесний громадянин Ізяславського району» (посмертно)[4].